# Mügeln
Mügeln (pronunciación en alemán: /ˈmyːɡl̩n/ⓘ) es un municipio situado en el distrito de Sajonia Septentrional, en el estado federado de Sajonia (Alemania), a una altitud de 160 metros. Su población a finales de 2016 era de unos 6000 habitantes y su densidad poblacional, 110 hab/km².